# История Козельска

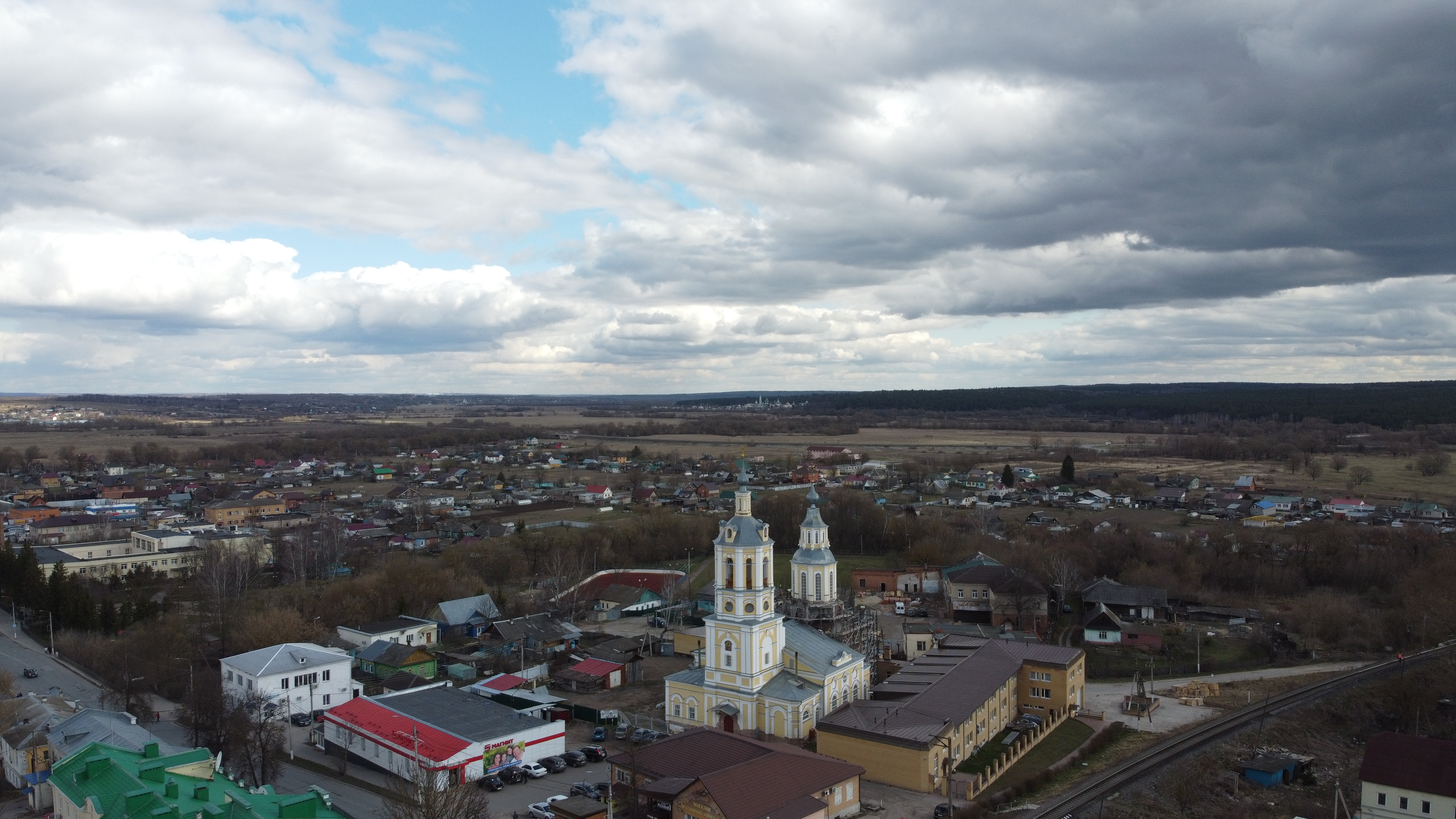
Панорама Козельска

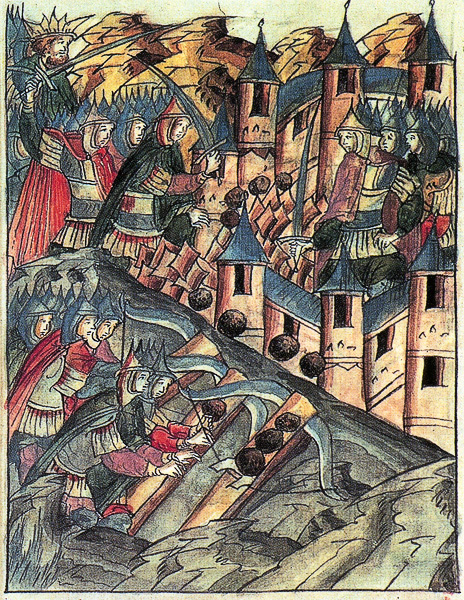
Оборона Козельска (весна 1238 года)

Первое письменное упоминание о древнерусском городе Козельске датируется 1146 годом, город был основан славянским племенем вятичей в землях волости Чернигова. Другие названия города (Козелеск, Козлеск). Современный Козельск расположен на левом берегу реки Жиздры (левом притоке Оки). Речка Другусна, перед впадением в Жиздру образует крутую петлю, в которой находится исторический центр Козельска. До наших дней сохранились остатки земляного вала, на котором стояла Козельская крепость.

## XII век
В летописи упоминается в связи с междоусобным конфликтом двух княжеских коалиций: Юрия Долгорукого c Святославом Ольговичем с одной стороны и Изяслава Мстиславовича с черниговскими Давыдовичами — с другой. Козельск оказался вторым после Карачева городом, куда бежал преследуемый Давыдовичами Святослав Ольгович — «бежа за лес у Вятиче». Туда Святослав Всеволодович «посла Козельску ко Святославу стръеви своему».
В конце XII века становится центром удельного Козельского княжества.

## XIII век
Между 1181 и 1201 гг, первым козельским князем стал Мстислав Святославич. В 1216/1219 г Мстислав перешёл в Чернигов, и в Козельске начал править его сын, Дмитрий Мстиславич.В время битвы на реке Калке (1223) Дмитрий Мстиславич погиб, и Козельск перешёл к его брату Ивану Мстиславичу, от него — к сыну, малолетнему Василию Ивановичу. В 1238 год Козельск держал семинедельную оборону против монгольского войска Батыя. При осаде погибло большое количество его воинов. За это Батый назвал Козельск «злым городом» и после окончания осады велел перебить всех жителей, включая грудных младенцев. Князь Василий, при осаде, по преданию, утонул в крови.

## XIV век
В «Списке городов русских дальних и ближних» XIV—XV вв. Козельск одновременно относится к смоленским и литовским городам. В конце XIV века раскаявшимся козельским разбойником Оптой была основана Макарьева (Оптина) пустынь.

## XVII век
В Смутное время, в сентябре 1610 года, Козельск и его окрестности были разорены и выжжены «без остатку» литовскими людьми.

## XVIII век
Во время сильного пожара 1777 года выгорела вся историческая часть Козельска.

## XX век
В ходе Калужской наступательной операции под Козельском в 1941 году были скованы крупные силы немецких войск, что имело стратегическое значение для контрнаступления под Москвой. Третьего мая 1961 года на базе 198-й инженерной бригады РВГК в Козельске сформирована 28-я гвардейская ракетная Краснознамённая дивизия.

## Наши дни
В 2009 году городу было присвоено звание «Город воинской славы».